# KK Olimpija
Maillots
Le Košarkarski klub Olimpija Ljubljana est un club slovène de basket-ball, basé dans la capitale du pays : Ljubljana. Il est, de loin, le club le plus titré du pays. Au mois de juillet 2019, le club fusionne avec le Cedevita pour former le Cedevita Olimpija.

## Historique
Le club est fondé en 1946 comme section du club omnisports dénommé Svoboda Ljubljana (Svoboda signifiant Liberté). Néanmoins le club change de nom dès la fin de l'année pour devenir l'Enotnost  Ljubljana. Ce club omnisports est l'un des plus prolifiques du pays, et va à nouveau changer de nom en 1954 pour devenir l'AŠK Olimpija. En 1957 la section obtient son premier titre national, elle en remportera 5 autres jusqu'à l'indépendance de la Slovénie. Le bilan de sa participation au championnat yougoslave se résume à 42 saisons jouées avec 479 victoires, 353 défaites et 10 matchs nuls. En termes de points le bilan est de 70 466 points inscrits et 66 503 points encaissés. Puis la section basket-ball associe son nom à celui des sponsors principaux et change donc assez fréquemment. Tout ceci avant de devenir l'Union Olimpija en 1997.
Avec l'indépendance de la Slovénie une nouvelle ère commence pour le club. Il se transforme ainsi peu à peu en un vivier de jeunes joueurs, et alimente ainsi la naissance de la sélection slovène. Cela ne l'empêche pas de continuer à affirmer sa force en Europe, et sa victoire en Coupe d'Europe n'est là que pour témoigner de cette dynamique. Cette victoire est obtenue en 1994 face au club espagnol du Tau Vitoria. Trois saisons plus tard, le club slovène atteint le Final Four de l'Euroligue après avoir éliminé les Italiens de Stephanel Milan. Opposé au club grec de l'Olympiakos en demi-finale, Les Slovènes échouent sur le score de 74 à 65 dont 28 points du meneur américain de l'Olympiakos, David Rivers. Dans la finale pour la troisième place, Ljubljana s'impose face au club français de l'ASVEL Villeurbanne sur le score de 86 à 79.
Le club dispute désormais, en plus de la ligue slovène et d'une coupe d'Europe, le plus souvent l'Euroligue, la ligue adriatique, compétition qui regroupe des clubs des nouvelles nations qui sont issues de l'ex-Yougoslavie. C'est ainsi qu'elle remporte la première édition de cette compétition en 2002, face à un autre club slovène, KK Krka Novo Mesto.

## Palmarès
International
- Participation au Final Four de l'Euroligue : 1997
- Vainqueur de la Coupe d'Europe : 1994
- Vainqueur de la Ligue adriatique : 2002

Slovénie
- Champion de Slovénie : 1992, 1993, 1994, 1995, 1996, 1997, 1998, 1999, 2001, 2002, 2004, 2005, 2006, 2008, 2009, 2017
- Vainqueur de la coupe de Slovénie : 1992, 1993, 1994, 1995, 1997, 1998, 1999, 2000, 2001, 2002, 2003, 2005, 2006, 2008, 2009, 2010, 2011, 2012, 2013, 2017
- Vainqueur de la SuperCoupe de Slovénie 2003, 2004, 2005, 2007, 2008, 2009, 2013, 2017

Yougoslavie
- Champion de Yougoslavie : 1957, 1959, 1961, 1962, 1966, 1970

## Le club, la société
Le club est sponsorisé par le groupe Union, un fabricant de bières jusqu'en 2017.

## Autour du club
Le club de supporter existe (officiellement) depuis 1988. Là où les joueurs portent le surnom de Dragons, les supporters sont qualifiés de Dragons verts. La mascotte du club est un dragon vert. Le dragon est également le symbole de la ville de Ljubljana.
Comme bien des clubs de basket-ball, l'Union Olimpija possède sa propre troupe de cheerleaders  surnommée les Dragons femelles (slovène : Zmajčice). Cette troupe accueille également deux troupes de jeunes, et ne se limite pas au basket-ball puisqu'elle a déjà participé à des événements en hockey sur glace et volley-ball.

## La salle
La première salle de l'Olimpija fut le gymnase Tabor. La Dvorana Tivoli a été construite en 1965. Avec une capacité de 6 000 places elle fut la salle de l'Union Olimpjia jusqu'en 2010, mais également de l'équipe de hockey sur glace locale : HDD ZM Olimpija. Depuis 2010 L'Union Olimpja évolue dans l'Arena Stožice. Le club de handball féminin Rokometni Klub Krim et le club de volley-ball Bled y évoluent également.

## Noms successifs
- 1946 - 1954 : Enotnost
- 1954 - 1977 : AŠK Olimpija
- 1977 - 1978 : Brest Olimpija
- 1979 - 1982 : Iskra Olimpija
- 1982 - 1983 : AŠK Olimpija
- 1983 - 1984 : Smelt Olimpija
- 1984 - 1986 : AŠK Olimpija
- 1986 - 1996 : Smelt Olimpija
- 1997 - 2017 :  Union Olimpija
- depuis 2017 : Petrol Olimpija

## Entraîneurs successifs
- depuis 2019 :  Jure Zdovc
- 2018-2019 :  Aleksandar Nikitović
- 2018 :  Zoran Martič
- 2016-2018 :  Gašper Okorn
- 2015-2016 :  Gašper Potočnik
- 2006-2007 :  Gašper Okorn

## Joueurs célèbres ou marquants
Le club a participé à l'apparition de joueurs qui portèrent le maillot de l'équipe de Yougoslavie. Douze de ces joueurs ont remporté des médailles dans des compétitions internationales (Jeux olympiques, championnat du monde ou championnat d'Europe). Ces douze joueurs sont : Ivo Daneu, Vinko Jelovac, Jurij Zdovc, Peter Vilfan, Aljoša Žorga, Vital Eiselt, Borut Bassin, Tine Logar, Miha Lokar, Jože Papič, Radisav Ćurčić et Marjan Kandus.
Le club continue sa politique de formation et de nombreux joueurs rejoignent les plus grands clubs européens après leur passage à Ljubljana. Certains arrivent également à rejoindre la National Basketball Association (NBA). Parmi ceux-ci on trouve: Beno Udrih, Boštjan Nachbar, Goran Dragić, Jiří Welsch, Marko Milič, Primož Brezec, Radisav Ćurčić, Radoslav Nesterović, Soumaila Samake, Šarūnas Jasikevičius, Vladimir Stepania.
- Ben Woodside
- Sani Bečirovič
- Kenny Gregory
- Primož Brezec
- Radisav Ćurčić
- Ivo Daneu
- Vital Eiselt
- Šarūnas Jasikevičius
- Vinko Jelovac
- Marjan Kandus
- Miha Lokar
- Aron Baynes
- Teemu Rannikko
- Sasu Salin
- Dragan Lukovski
- Marko Milič
- Boštjan Nachbar
- Radoslav Nesterović
- Zack Wright
- Soumaila Samake
- Jurij Zdovc
- Vladimir Stepania
- Beno Udrih
- Peter Vilfan
- Jiří Welsch
- Edin Bavčić
- Aljoša Žorga